# ルカ・パチョーリ
ルカ・パチョーリ（Fra Luca Bartolomeo de Pacioli、1445年 - 1517年）は、イタリアの数学者。簿記の教科書となる本を書いた「近代会計学の父」と呼ばれる。修道僧でもあった。ルカ・パチオリとも。

## 生涯

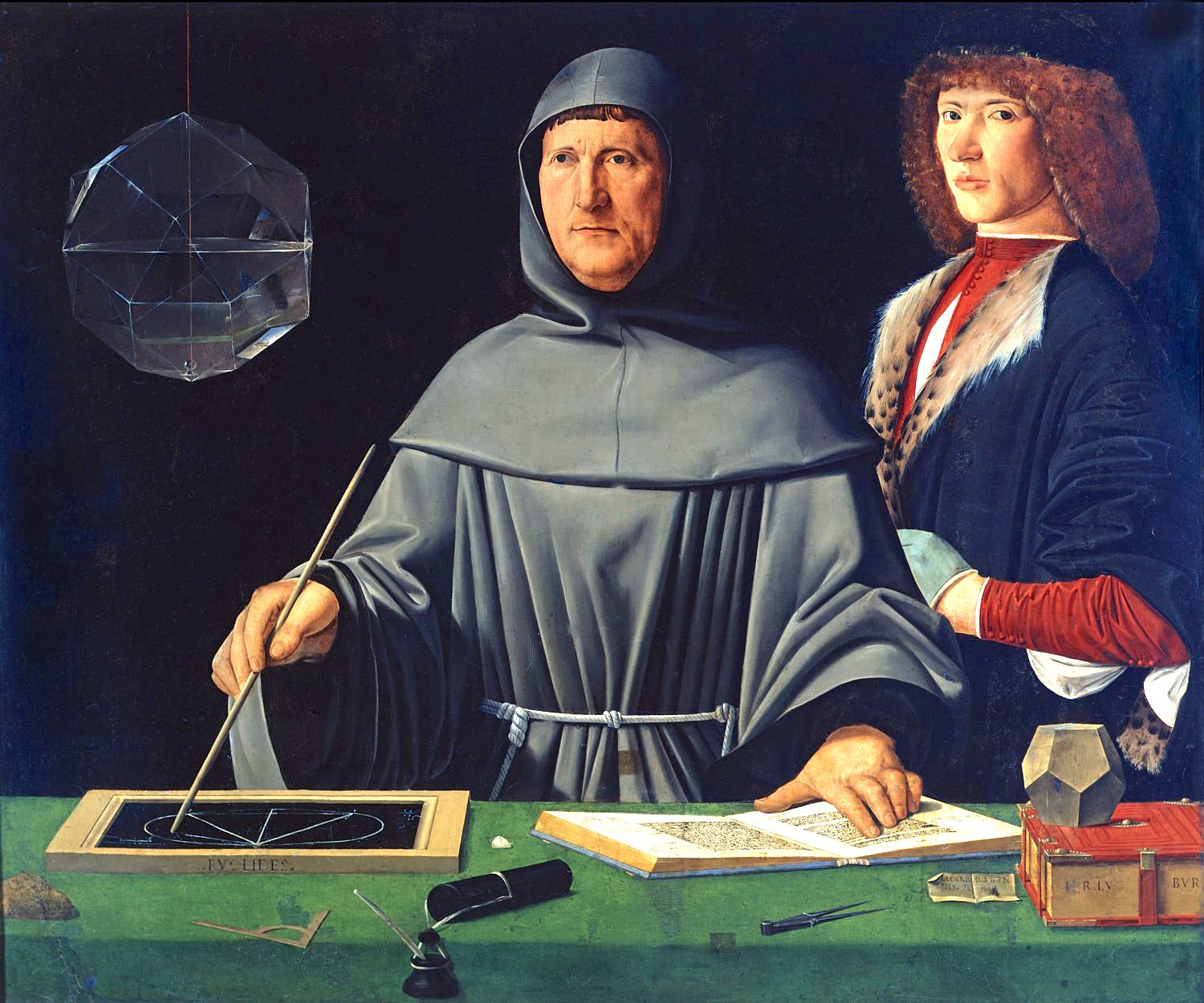
ルカ・パチョーリの肖像画（1495年）、ヤコポ・デ・バルバリ画。パチョーリ50歳の時で、右前方の分厚い本が『スムマ』だと推測されている。右奥にいるのは『スムマ』執筆を援助したグイドバルド。多面体は、ダ・ヴィンチが『デヴィナ（神聖比例論）』に描いた挿絵に同じ図形がある。カポディモンテ美術館蔵

中部イタリア、現トスカーナ州アレッツォ県のサン・セポルクロに生まれ、ルネサンス期の経済発展のなかで、若い頃から商業・会計と関連した数学を学んだ。少年時代にはピエロ・デラ・フランチェスカ（画家）に数学の指導を受けている。19歳の頃ヴェネツィアに転居、豪商アントニオ・デ・ロンピアージ家に仕え、3人の子息の家庭教師を行い、彼らのために算数書を執筆したりして生計を立てた。また、ローマのレオン・バッティスタ・アルベルティと親交を持ち、数学・神学を学んだ。
1470年に数学の論稿を発表し、1472年にフランシスコ会の修道士、1475年にペルージャ大学の数学教師となる。1477年以降、ペルージャ大学、ザダル（現在クロアチア、当時ヴェネツィア共和国領）、ナポリ大学、ローマ大学などで数学の講義・執筆を行った。1482年には博士の学位を習得し、1489年にサン・セポルクロに帰郷した。
1494年、『スムマ』と呼ばれる数学書を著した。この書で初めて複式簿記が学術的に説明されたことにより、パチョーリは「簿記会計の父」と呼ばれている。ただし、パチョーリ自身が「複式簿記の祖」でないことはいうまでもなく、これは『スムマ』の中でも述べている。
1490年代後半にはミラノのスフォルツァ家をパトロンとし、1496年43歳前後のレオナルド・ダ・ヴィンチに数学（純粋数学）と複式簿記（会計学）の教育を施し、40代とは思えない知に貪欲な姿勢に感銘を受けるとともに幾何学的立体図形に関する研究を行った。マントヴァ滞在中の1497-1498年に『神聖比例論』を著した（1509年出版）。同書にある正多面体の挿絵は、レオナルドの原図によるものとされる。
1500年、ピサ大学で幾何学の教員となった。以降、ボローニャ大学、ペルージャ大学、ローマ大学で教鞭をとった。
1517年、サン・セポルクロで死去した。

## 主著
『スムマ』（1494年）
原題は"Summa de Arithmetica, Geometria, Proportioni et Proportionalita"で、「算術・幾何・比及び比例全書」あるいは「算術、幾何、比及び比例総覧」などと訳される。公用語のラテン語ではなく、イタリア語で書かれ、第1部は主として算術、代数、第2部は幾何について論じている。
本書の第1部第9編に簿記論があり、ルネサンス当時のヴェネツィア商人が使用していたヴェネツィア式簿記（複式簿記）が初めて学術的に説明されている。ここで財産目録の作成、日記帳、仕訳帳、あらゆる元帳、勘定の取り扱い、さらには決算など簿記にかかわる知識と理論が詳細に説明されている。パチョーリの業績に対しては、既存の知識を編纂したにすぎないという批判もあるものの、15世紀において、また21世紀の現代でも既存知を体系化することは一流の学術そのものである。
簿記論の部分は各国語に翻訳されて普及し、複式簿記の知識がヨーロッパ中に広まった。これらの点でパチョーリの功績が評価されている。
また同書では、賭博を例にとった問題が紹介されており、これは確率を数学的に取り上げた最初の文献であるとも言われている。
『神聖比例論』（1509年）
原題は"De divina proportione"。第1部「神聖比例の梗概」は正多面体についてプラトン（「ティマイオス」）をはじめ古今の学説を説明しており、レオナルドの原図に基づく挿画（前記）を含む。第2部はウィトルウィウスに基づく「建築論」、第3部「三つの論文に分けられた書」は正多面体を幾何学的に論じている。
第3部はヴァザーリ（「画家列伝」）によって、ピエロ・デッラ・フランチェスカの多面体に関する著作（現存しない）の剽窃とされて以来、議論のある部分である。しかし、同書でパチョーリは師にあたるフランチェスカを高く評価していることから、「偉大な画家兼数学者と数学者兼哲学者の共作」という見方も提唱されている。

## ルカ・パチョーリ像
1994年のスムマ出版500周年を記念し、ルカ・パチョーリの大理石像が生誕地であるサンセポルクロの「ルカ・パチョーリ広場」に建立された。その際に日本の学校法人である大原学園も携わり、台座には「複式簿記の始祖を讃える 大原簿記学校」との日本語が刻まれている。